# Minier, Illinois
Minier là một làng thuộc quận Tazewell, tiểu bang Illinois, Hoa Kỳ. Năm 2010, dân số của làng này là 1252 người.

## Dân số
Dân số qua các năm:
- Năm 2000: 1244 người.
- Năm 2010: 1252 người.